# Гизатуллин, Баязит Хаматдинович
Баязит Хаматович Гизатуллин (1 июля 1936 года, хут. Чуюнчи-Чупаново Зилаирского района БАССР — 13 ноября 2011 года, Кумертау) — советский спортсмен. Мастер спорта СССР международного класса (1966) по лыжным гонкам, мастер спорта СССР (1961). Член сборной команды СССР (1962—71). Участник Зимних Олимпийских игр (1964).
Воспитанник ДСО «Труд». Чемпион СССР (1964 — в гонке на 50 км, 1971 — в эстафете) и РСФСР (1968 — в эстафете), серебряный призёр чемпионатов СССР (1963, 1969 — в гонке на 50 км, 1964, 1965 — в эстафете) и Кубка СССР (1969 — в гонке на 50 км), бронзовый призёр чемпионатов СССР (1964 — в гонке на 15 км, 1965 — на 50 км, 1969 — на 30 км, 1969 — 70 — в эстафете). Победитель международных соревнований «Праздник Севера» (1971 — в эстафете).
«Редкий случай в спорте — он самостоятельно готовился к ответственным выступлениям, то есть, как говорится, сделал себя сам».
Жил в Кумертау. Сильнейший лыжник в истории спорта в Башкортостана.